# Paraclathurella padangensis
Paraclathurella padangensis é uma espécie de gastrópode do gênero Paraclathurella, pertencente a família Clathurellidae.